# عائشة الوعد
عائشة الوعد مطربة مغربية ولدت في عام 1970.

## الدراسة
هي فنانة مثقفة، تتكلم 5 لغات هي العربية والإنجليزية والفرنسية والاسبانية والايطالية، وقد تخرجت من كلية العلوم بجامعة محمد الخامس بالرباط تخصص رياضيات وفيزياء.

## الحياة الفنية
اكتشفها الموسيقار بليغ حمدي عندما استمع لصوتها من خلال البرنامج المغربي «مواهب»، وأقنع والدها عازف الناي، باحترافها للغناء، ودعاها إلى القاهرة في الثمانينيات، حيث تكفل بإقامتها، وعهد بها لبعض الأساتذة لتعليمها أصول الغناء وتمت إجازتها بالإذاعة والتليفزيون بامتياز، ولحن لها بليغ حمدي أغان وطنية وعاطفية، وعرفها بالوسط الثقافى في مصر (احسان عبد القدوس، انيس منصور، موسى صبري، فوميل لبيب) ولحن لها الموسيقار محمد الموجي، كما لحن لها الموسيقار حلمي بكر أشهر أغانيها كنّا حبايب ولحن لها الموسيقار فاروق الشرنوبي أغنية «مطر في الشوارع».

### في السينما
اجتذبتها السينما المصرية لتغني في فيلم وتضحك الاقدار 1985 مع ليلى علوي، ثم فيلم سيدة القاهرة 1990 مع يسرا.

## سفيرة للنوايا الحسنة
تم اختيارها سفيرة للنوايا الحسنة للفنون والمحبة والسلام من جانب معهد الثقافة والسلام بمنظمة اليونسكو بمناسبة اليوم العالمي للمرأة.

## ألبومات وأغاني
من أهم أغانيها وألبوماتها:
متهيألك
بسهولة
حسّيت بالفرق
مابعتبوش
لما أفكر فيك
مايل ياقلبى
مطر في الشوارع.' 